# Le Grand Véfour

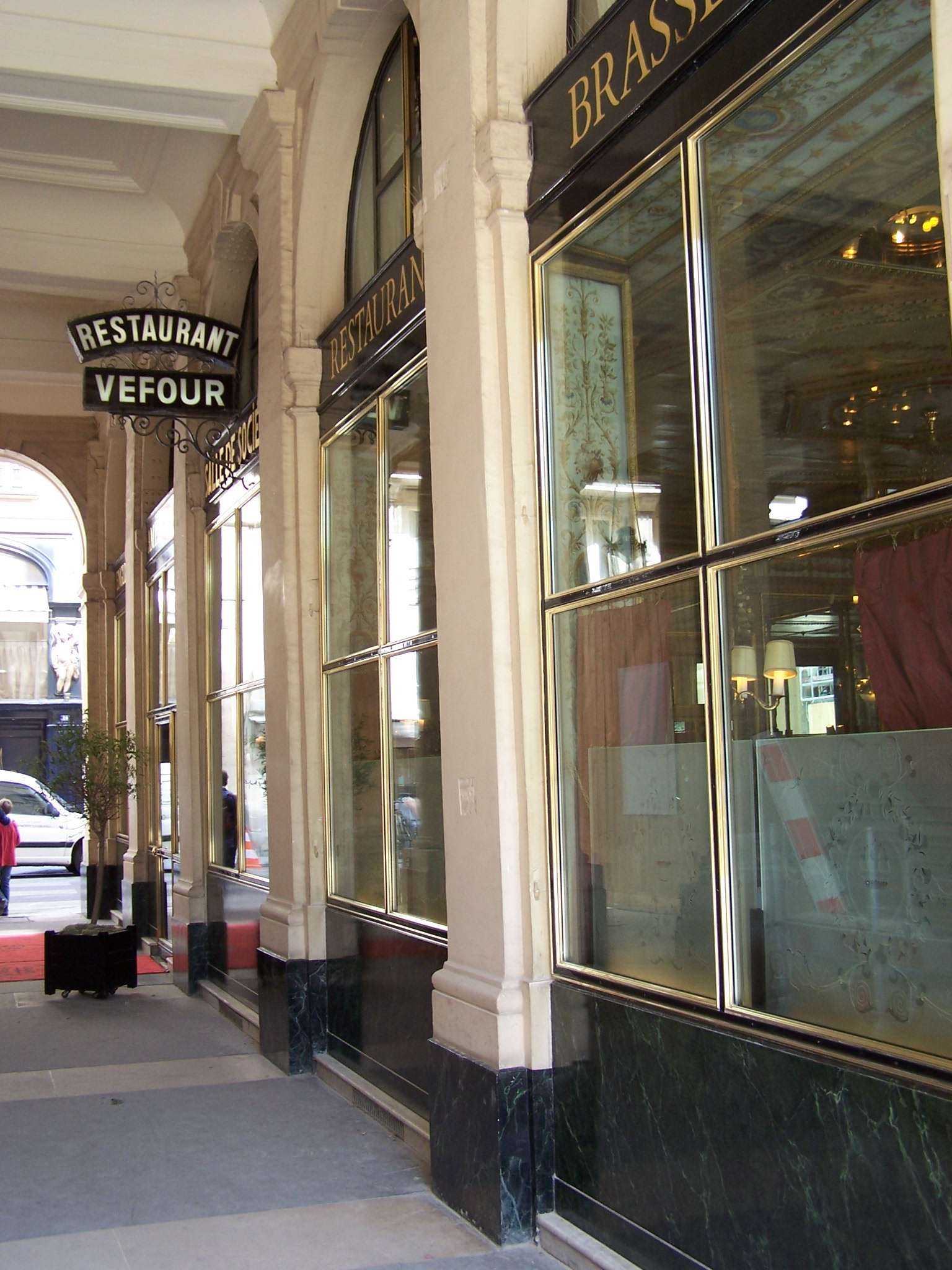
L'entrata al Grand Véfour

Le Grand Véfour è un famoso ristorante parigino sito presso il Palais-Royal, nel I arrondissement di Parigi.

## Storia
Il Grand Véfour fu il primo grande ristorante di Parigi, aperto sotto le arcate del Palais-Royal nel 1784 da Antoine Aubertot, assieme al Café de Chartres ed acquistato poi nel 1820 da Jean Véfour, che portò l'attuale nome al ristorante, per poi venderlo appena tre anni dopo a Jean Boissier. Nel corso di quasi due secoli di storia, il ristorante ha vantato tra i suoi clienti i principali personaggi della vita culturale e politica francese tra cui Colette e Victor Hugo. La Salsa Mornay era una delle specialità tipiche del Grand Véfour. Chiuso dal 1905 al 1947, il ristorante venne riaperto grazie al celebrato chef Raymond Oliver nell'autunno del 1948. Jean Cocteau disegnò il suo menù. Il ristorante, coi suoi decori neoclassici e i grandi specchi interni, assieme ai sopraporta dipinti, continua ancora oggi la cultura della gastronomia francese nel pieno centro della capitale.
La perdita di una delle sue tre stelle Michelin sotto la direzione di Guy Martin del Gruppo Taittinger, fu una notizia che fece scalpore a suo tempo.